# NGC 1840
NGC 1840 (другое обозначение — ESO 56-SC62) — рассеянное скопление в созвездии Столовой Горы, расположенное в Большом Магеллановом Облаке. Открыто Джоном Гершелем в 1834 году. Описание Дрейера: «тусклый объект круглой формы, более яркий в середине, пёстрый, но детали неразличимы».
Этот объект входит в число перечисленных в оригинальной редакции «Нового общего каталога».
В скоплении обнаружена углеродная звезда SP 41-3 (красный гигант), что считается редким явлением.